# 藤沢志光
藤澤 志光（ふじさわ しこう、1945年（昭和20年）1月5日 - ）は、日本の元政治家。
東京都荒川区長（1期）、東京都議会議員（5期）、荒川区議会議員（5期）を務めた。

## 経歴
東京都荒川区生まれ。荒川区立尾久西小学校、開成中学校・高等学校、慶應義塾大学法学部政治学科卒業。
1975年、荒川区議会議員選挙に出馬し、初当選。区議を1979年まで2期務めた後、東京都議会議員選挙に出馬し、当選。都議を5期務める。都議会では、自民党の幹事長、政調会長、総務会長を歴任。東京都監査委員1期務める。
2001年、荒川区長藤枝和博から後継指名を受け、荒川区長選挙に出馬し、当選した。
2004年5月、荒川区の元助役高橋祥三が収賄容疑で逮捕され、同年9月に藤澤が収賄容疑で逮捕。逮捕から1週間後、荒川区長を辞職した。藤澤は容疑を否認し無罪を主張したが、2006年2月、東京地方裁判所は懲役2年6ヶ月、執行猶予5年、追徴金150万円の有罪判決を下した。藤澤は控訴したが、4月に控訴を取り下げたため、有罪判決が確定。2000年春の褒章で藍綬褒章を受章していたが、2006年10月31日に返上した。
執行猶予期間の明けた2011年4月、荒川区議会議員選挙に立候補しトップ当選、政界復帰を果たした。区議会では一人会派の「荒川区改革の会」として活動する。2015年、4選。2019年、5選、一人会派「自由民主の会」となる。
2023年に荒川区議会議員を引退した。

## 著作
- 『荒川区全国一への挑戦』（2004年、双葉社）